# Крест «За заслуги перед Церковью и Папой»
Крест «За заслуги перед Церковью и Папой» (лат. Pro Ecclesia et Pontifice) — государственная награда Ватикана (Святого Престола), считается шестой по старшинству наградой римско-католической церкви.

## История

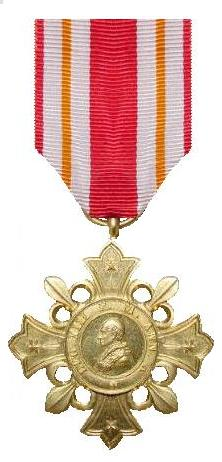
Аверс медали. 1888 г.

Крест «За заслуги перед Церковью и Папой» была учреждена папой Львом XIII 17 июля 1888 года в память о 50-летнем юбилее своей священнической деятельности.
Награда вручается духовенству, а также светским лицам — мужчинам и женщинам, имеющим не менее 45 лет от роду, и имеющим продолжительные (не менее 25 лет) заслуги и отличия в деле служения католической церкви и Святому Престолу.

## Описание
Первоначально крест имел форму четырёхконечного лилиевидного креста, имеющего в углах геральдические лилии. На каждом конце креста изображения исходящих от центра комет. В центральном медальоне лицевой стороны профильное изображением папы Льва XIII, окружённое надписью: «LEO XIII P.M. ANN. X» (Лев XIII, Великий понтифик. Год 10-й). На оборотной стороне в центре медальона — папская эмблема, окружённая девизом «PRO DEO ET PONTIFICE» («За Бога и Папу)», и слова на лучах креста: «PRID.» (левый луч), «CAL.» (верхний луч), «IAN.» (правый луч), «1888» (нижний луч).
В понтификат папы Павла VI вид креста был изменён: крест стал заострённым, без медальона. В центре лицевой стороны креста иконографическое изображение Святых Петра и Павла. На верхнем конце креста — личный герб папы, на левом — лапчатый крест и вертикальная надпись «PRO ECCLESIA», на правом — лапчатый крест и вертикальная надпись «ET PONTIFICE», на нижнем — лапчатый крест и имя папы, в чей понтификат выдана медаль. При Бенедикте XVI имя папы убрано с креста, на верхний конец помещён лапчатый крест, на нижний конец помещён герб Ватикана.
Крест, вручаемая в настоящее время, несколько отличается: Святые Пётр и Павел изображаются в более «живой» позе (шагающие, подняв свободные руки вверх); убраны надписи на боковых и нижнем лучах креста (лапчатые кресты оставлены); на верхнем луче креста, под гербом Ватикана, помещена надпись «PRO ECCLESIA ET PONTIFICE» (в одну строку).
При учреждении крест имел три степени: золотую, серебряную и бронзовую. В 1908 году папа Пий X упразднил младшие степени, оставив только золотую.
Крест с 1908 года носится на жёлто-белой ленте, на правой стороне груди. Для повседневного ношения предусмотрена круглая розетка из ленты, с прикреплённым миниатюрным изображением креста.
| Лента медали   |                |             |
| 1888—1893 г.г. | 1893—1908 г.г. | с 1908 года |